# Bezet
Bezet is een Nederlandse komische korte film uit 2004 onder regie van Arno Dierickx.

## Verhaal
Luna en Lode strijden op Koninginnedag om een plaatsje op de Amsterdamse vrijmarkt. Allebei willen ze graag van wat spullen af.